# La Barra (Uruguay)
La Barra ist eine Ortschaft in Uruguay.

## Geographie
Sie befindet sich auf dem Gebiet des Departamento Maldonado in dessen Sektor 6. La Barra liegt südlich von El Tesoro an der Atlantikküste bei der dortigen Mündung des Arroyo Maldonado. Jenseits der Mündung liegt westlich San Rafael – El Placer, während im Osten Laguna Blanca angrenzt und in rund einem Kilometer Entfernung El Chorro gelegen ist.

## Infrastruktur
Wahrzeichen von La Barra ist die geschwungene Puente Leonel Viera über den Arroyo Maldonado. La Barra liegt an der Ruta 10. Der Ort ist zudem an die Busverbindung Maldonado – Faro José Ignacio (C.O.D.E.S.A – Línea 14) angebunden und wird mehrmals täglich im öffentlichen Nahverkehr bedient.

## Einwohner
La Barra hatte bei der Volkszählung 2011 339 Einwohner, davon 159 männliche und 180 weibliche.
| Jahr | Einwohner |
| ---- | --------- |
| 1963 | 132       |
| 1975 | 182       |
| 1985 | 281       |
| 1996 | 308       |
| 2004 | 358       |
| 2011 | 339       |

Quelle: Instituto Nacional de Estadística de Uruguay

## Sehenswürdigkeiten

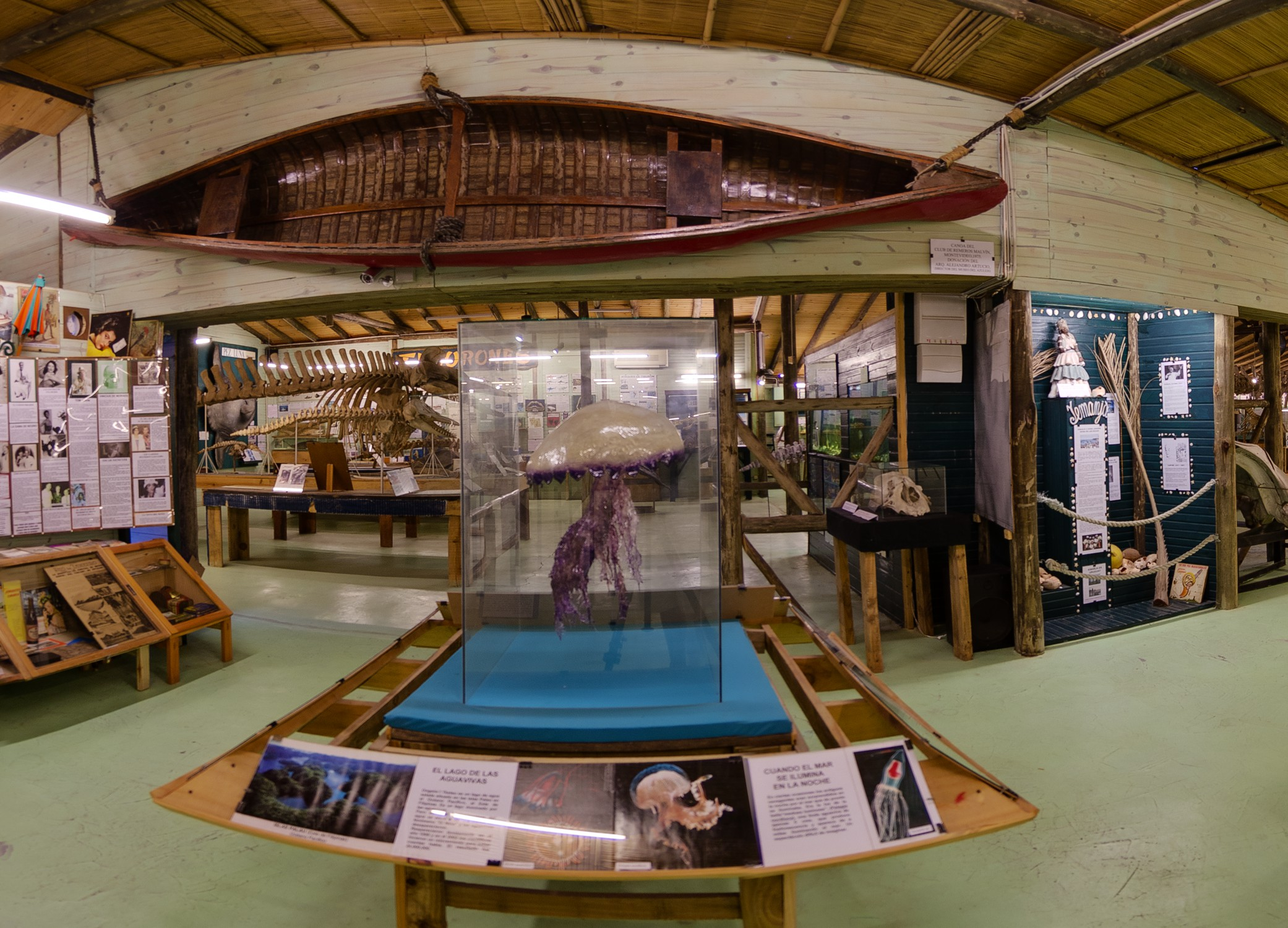
Hauptsaal des Museo del Mar

- Meeresmuseum Museo del Mar mit über 5000 Exponaten[6]